# Psiloderces limosa
Espèce
Psiloderces limosa est une espèce d'araignées aranéomorphes de la famille des Psilodercidae.

## Distribution
Cette espèce est endémique de Sumatra en Indonésie,. Elle se rencontre dans le parc national de Kerinci Seblat.

## Description
La carapace du mâle holotype mesure 0,6 mm de long sur 0,5 mm et l'abdomen 0,7 mm de long.

## Publication originale
- Deeleman-Reinhold, 1995 : The Ochyroceratidae of the Indo-Pacific region (Araneae). The Raffles Bulletin of Zoology Supplement, no 2, p. 1-103 (texte intégral).